# Emma Horká
Emma Horká roz. Emanuela Dürichová (3. září 1884 Klášter Hradiště nad Jizerou – 27. dubna[zdroj?] 1973 Praha) byla česká překladatelka.

## Životopis
Emma se narodila v rodině mlynáře a politika Národní strany Josefa Düricha a Marie roz. Kabešové. Její sourozenci byli: Josef František Vladimír (1881), Marie Magdalena Emanuela (1883), Vladimír Štěpán (1886–1887), Vladimír (1887–1887), Věra Lidmila (1891) a Lidmila Anna Regina (1892).
21. srpna 1908 vystoupila z katolické církve. V září 1908 se vdala za novináře Karla Horkého. Spolu měli dvě dcery Věru (1909) a Alenu (1917). Překládala romány a komedie z francouzštiny a jednu povídku z jidiš.

## Dílo

### Překlady
- Žena a tahací panák: španělský román – Pierre Louys; s ilustracemi J. Dědiny a A. Calbeta: Praha: J. R. Vilímek, ca. 1910
- Břicho Paříže – Emil Zola; ilustroval Stanislav Hudeček: Praha: J. R. Vilímek,1912
- Za zdí – Šalom Asch; úvod František Sekanina; in: 1000 nejkrásnějších novel... č. 19. Praha: J. R. Vilímek, 1912
- Hraběnka de Charny: Paměti lékařovy. Díl I–VI – Alexandre Dumas; ilustroval S. Hudeček. Praha: J. R. Vilímek, 1913
- Dobytí Plassansu – E. Zola; ilustroval František Ženíšek. Praha: J. R. Vilímek, 1913
- Pinka. Ptáčkové. Vražda na Uhelném trhu: (Tři veselohry) – Eugène Labiche; předmluvou opatřil Karel Horký. New York: Emma Horká, 1916/1917
- Hrabě de Monte-Cristo: román – A. Dumas; ilustroval S. Hudeček a O. Cihelka. J. R. Vilímek, 1924–1926
- Věčný žid: román – Eugène Sue. Praha: František Topič, 1926
- Mademoiselle Sans-Gene: román – Clément Vautel; ilustroval D. Birkin. Praha: F. Topič, 1926
- Filosofický slovník, čili, Rozum podle abecedy – Voltaire. Praha: Jan Laichter, 1929
- Arjana: ruská dívka – Claude Anet; ilustroval Emanuel Frinta. Praha: Alois Neubert, 1932